# Consejo Legislativo del Estado Táchira
El Consejo Legislativo del Estado Táchira, es la representación del Poder Legislativo de ese Estado Federal Venezolano.
El concejo es unicameral y está compuesto por trece (13) diputados o legisladores regionales que son electos cada 4 años, bajo un sistema mixto de representación, por un lado se eligen un grupo de diputados por lista bajo el método D'Hont a nivel estatal y por otro lado se eligen por voto directo candidatos nominales por circunscripción definida, pudiendo ser reelegidos para nuevos períodos consecutivos, y con la posibilidad de ser revocados a la mitad de su período constitucional.

## Sede
El Palacio Legislativo del Estado Táchira y sede de las sesiones del consejo se encuentra en el Palacio de los Leones en la carrera 10 de la ciudad de San Cristóbal, capital del Estado.

## Funciones
La Cámara elige de su seno, una Junta Directiva integrada por un Presidente y un Vicepresidente, adicionalmente se elige a un Secretario fuera de su seno. Al igual que en la Asamblea Nacional, el Parlamento regional conforma Comisiones permanentes de trabajo que se encargan de analizar los diferentes asuntos que las comunidades plantean, ejerciendo la vigilancia de la administración del Estado con el auxilio de la Contraloría General del Estado, así como la discusión y aprobación de los presupuestos de la cámara y del poder ejecutivo.
Las funciones de los consejos legislativos regionales de Venezuela se detallan en la Ley Orgánica de los Consejos Legislativos de los Estados publicada en Gaceta Oficial de la República Bolivariana de Venezuela del 13 de septiembre de 2001

## Composición de la VI Legislatura (2025-2029) - Actual
En las Elecciones Regionales de 2025 el Gran Polo Patriótico logra alcanzar la mayoría del poder legislativo con ocho (8) de los trece (13) legisladores, convirtiéndose además en la fuerza oficialista del estado, dado que el PSUV alcanza la gobernación en estas elecciones.
| Alianza / Grupo Parlamentario | Alianza / Grupo Parlamentario | Alianza / Grupo Parlamentario      | Partido             | Partido                    | Diputado                  | Cargo en el Consejo Legislativo |
| ----------------------------- | ----------------------------- | ---------------------------------- | ------------------- | -------------------------- | ------------------------- | ------------------------------- |
|                               |                               | Gran Polo Patriótico Simón Bolívar |                     |                            | Charly Rojas              | Presidenta del Consejo          |
|                               |                               | Gran Polo Patriótico Simón Bolívar | Jhonatan García     | Vicepresidente del Consejo |                           |                                 |
|                               |                               | Gran Polo Patriótico Simón Bolívar | Nellyver Lugo       | Diputada                   |                           |                                 |
|                               |                               | Gran Polo Patriótico Simón Bolívar | Shelman Reyes       | Diputado                   |                           |                                 |
|                               |                               | Gran Polo Patriótico Simón Bolívar | Leonard Triana      | Diputado                   |                           |                                 |
|                               |                               | Gran Polo Patriótico Simón Bolívar | Yanire Chacón       | Diputada                   |                           |                                 |
|                               |                               | Gran Polo Patriótico Simón Bolívar | Sandra Gómez        | Diputada                   |                           |                                 |
|                               |                               | Gran Polo Patriótico Simón Bolívar | Fander Martínez     | Diputado                   |                           |                                 |
|                               |                               | Alianza Democrática                |                     |                            | Ricardo Hernández         | Diputado                        |
|                               |                               | Alianza Democrática                | María Teresa Cantor | Diputada                   |                           |                                 |
|                               |                               | Alianza Democrática                | Miguel Reyes        | Diputado                   |                           |                                 |
|                               |                               | Alianza Democrática                | Mauricio Valencia   | Diputado                   |                           |                                 |
|                               |                               | Plataforma Unitaria                |                     |                            | Heriberto Junior Labrador | Diputado                        |

## Legislaturas Previas

### I Legislatura (2000-2004)
En las elecciones del 30 de julio de 2000, Copei fue el partido que obtuvo la mayoría de la cámara, quien si bien ya lograba la mayoría, la ampliaba en coalición con AD, a pesar de que la gobernación la ocupaba Ronald Blanco La Cruz del MVR.
| Alianza / Partido Político | Alianza / Partido Político | Diputados |
| -------------------------- | -------------------------- | --------- |
| Coordinadora Democrática   | Coordinadora Democrática   | 7         |
|                            | Copei                      | 6         |
|                            | Acción Democrática         | 1         |
| Revolución Bolivariana     | Revolución Bolivariana     | 4         |
|                            | Movimiento V República     | 3         |
|                            | Movimiento al Socialismo   | 1         |

### II Legislatura (2004-2008)
Para las elecciones regionales de octubre de 2004, la coalición del gobierno estatal (MVR + PPT + Podemos + PCV) logra una cómoda mayoría en la cámara, alcanzando, en conjunto, 9 de los 11 escaños.
| Alianza / Partido Político | Alianza / Partido Político | Diputados |
| -------------------------- | -------------------------- | --------- |
| Coordinadora Democrática   | Coordinadora Democrática   | 1         |
|                            | Copei                      | 1         |
| Revolución Bolivariana     | Revolución Bolivariana     | 9         |
|                            | Movimiento V República     | 3         |
|                            | Podemos                    | 2         |
|                            | Patria para Todos          | 3         |
|                            | PCV                        | 1         |

### III Legislatura (2008-2012)[3]
En las elecciones regionales realizadas el 23 de noviembre de 2008, César Pérez Vivas logra la gobernación del estado con el apoyo de la alianza Mesa de la Unidad Democrática (alianza opositora al gobierno nacional de Hugo Chávez), la cual no logra alcanzar la mayoría simple al obtener sólo 8 de los 15 escaños de la cámara. El Partido Socialista Unido de Venezuela (ex MVR) sólo alcanza la mayoría con 7 diputaciones y se convierte en la oposición al Gobernador dentro del Estado Táchira.
| Alianza / Partido Político    | Alianza / Partido Político            | Diputados |
| ----------------------------- | ------------------------------------- | --------- |
| Mesa de la Unidad Democrática | Mesa de la Unidad Democrática         | 4         |
|                               | Acción Democrática                    | 1         |
|                               | Copei                                 | 2         |
|                               | Independiente                         | 1         |
| Polo Patriótico               | Polo Patriótico                       | 7         |
|                               | Partido Socialista Unido de Venezuela | 2         |
|                               | UVE                                   | 5         |

### IV Legislatura (2013-2017)
Para la IV legislatura, el PSUV obtiene la Gobernación del Estado, siendo electo José Vielma Mora como Gobernador y obtiene nuevamente la mayoría de la cámara regional con seis (7) escaños frente a los tres (4) escaños obtenidos por la Mesa de la Unidad Democrática.
| Alianza / Partido Político    | Alianza / Partido Político            | Diputados |
| ----------------------------- | ------------------------------------- | --------- |
| Mesa de la Unidad Democrática | Mesa de la Unidad Democrática         | 4         |
|                               | Acción Democrática                    | 1         |
|                               | Copei                                 | 3         |
| Polo Patriótico               | Polo Patriótico                       | 7         |
|                               | Partido Socialista Unido de Venezuela | 7         |

### V Legislatura (2018-2021)
En las elecciones regionales realizadas el 15 de octubre de 2017, resulta electa la Gobernadora Laidy Gómez de la alianza de Acción Democrática. Sin embargo, el PSUV logra ganar todos los curules de la cámara, explicado principalmente por la decisión de los principales partidos políticos, opositores al gobierno de Nicolás Maduro, de no participar en las elecciones de los Consejos Legislativos que se realizaron en un evento aparte a la elección del gobernador.
| Alianza / Partido Político | Alianza / Partido Político            | Diputados |
| -------------------------- | ------------------------------------- | --------- |
| Polo Patriótico            | Polo Patriótico                       | 12        |
|                            | Partido Socialista Unido de Venezuela | 9         |
|                            | Tupamaro                              | 1         |
|                            | PPT                                   | 1         |
|                            | PCV                                   | 1         |
| Oposición                  | Oposición                             | 1         |
|                            | Copei (fuera de alianza de la MUD)    | 1         |